# Raport Davignona
Raport Davignona (Raport luksemburski) – dokument wypracowany przez Komitet Davignon i zaaprobowany przez ministrów spraw zagranicznych EWG 27 października 1970 roku.
Raport Davignona był opracowaniem na temat przyszłości współpracy politycznej członków Europejskiej Wspólnoty Gospodarczej. Został napisany przez zespół pod przewodnictwem Étienne Davignona, sekretarza stanu belgijskiego MSZ. Zalecił, by członkowie Wspólnot zaczęli przemawiać jednym głosem w sprawach polityki zagranicznej. Proponował, by dwa razy w roku odbywały się spotkania ministrów spraw zagranicznych, Komitetu Politycznego oraz sekretariatu, który miałby się zajmować przygotowywaniem tych spotkań. Zostało to zaaprobowane przez rządy wszystkich 6 państw EWG. W jego bezpośrednim następstwie zapoczątkowana została Europejska Współpraca Polityczna.